# Кевін Файгі
Кевін Файгі (англ. Kevin Feige; 2 червня 1973) — американський продюсер, який є головою Marvel Studios з 2007 року. Касові збори фільмів спродюсованих Кевіном перевищують 25 мільярдів доларів.

## Біографія
Кевін Файгі народився 2 червня 1973 року в Бостоні, штат Массачусетс, виріс у Вестфілді, штат Нью-Джерсі. Під час навчання в університеті Південної Каліфорнії, він став стажистом продюсера Лорен Шулер Доннер, а потім її помічником у фільмах «Вулкан» (1997) та «Вам лист» (1998). У 2000 році Доннер призначила Файгі на посаду асоційованого продюсера у фільмі «Люди Ікс». Завдяки продюсуванню декількох успішних блокбастерів Файгі, у 2007 році, зайняв місце голови Marvel Studios.

## Фільмографія

### Продюсер
| Рік       |    | Українська назва                                    | Оригінальна назва                                  | Роль                  |
| --------- | -- | --------------------------------------------------- | -------------------------------------------------- | --------------------- |
| 2000      | ф  | Люди Ікс                                            | X-Men                                              | асоційований продюсер |
| 2002      | ф  | Людина-павук                                        | Spider-Man                                         | асоційований продюсер |
| 2003      | ф  | Шибайголова                                         | Daredevil                                          | співпродюсер          |
| 2003      | ф  | Люди Ікс 2                                          | X2                                                 | співпродюсер          |
| 2003      | ф  | Халк                                                | Hulk                                               | виконавчий продюсер   |
| 2004      | ф  | Каратель                                            | The Punisher                                       | виконавчий продюсер   |
| 2004      | ф  | Людина-павук 2                                      | Spider-Man 2                                       | виконавчий продюсер   |
| 2004      | ф  | Блейд: Трійця                                       | Blade: Trinity                                     | співпродюсер          |
| 2005      | ф  | Електра                                             | Elektra                                            | співпродюсер          |
| 2005      | ф  | Лісовик                                             | Man-Thing                                          | виконавчий продюсер   |
| 2005      | ф  | Фантастична четвірка                                | Fantastic Four                                     | виконавчий продюсер   |
| 2006      | ф  | Люди Ікс: Остання битва                             | X-Men: The Last Stand                              | виконавчий продюсер   |
| 2007      | ф  | Людина-павук 3                                      | Spider-Man 3                                       | виконавчий продюсер   |
| 2007      | ф  | Фантастична Четвірка 2: Вторгнення Срібного серфера | Fantastic Four: Rise of the Silver Surfer          | виконавчий продюсер   |
| 2008      | ф  | Залізна людина                                      | Iron Man                                           | продюсер              |
| 2008      | ф  | Неймовірний Халк                                    | The Incredible Hulk                                | продюсер              |
| 2009—2012 | мс | Залізна людина: Пригоди в броні                     | Iron Man: Armored Adventures                       | виконавчий продюсер   |
| 2009      | мс | Росомаха та Люди Ікс                                | Wolverine and the X-Men                            | виконавчий продюсер   |
| 2008      | ф  | Каратель 2                                          | Punisher: War Zone                                 | виконавчий продюсер   |
| 2010      | ф  | Залізна людина 2                                    | Iron Man II                                        | продюсер              |
| 2011      | мф | Тор: Сказання Асгарда                               | Thor: Tales of Asgard                              | виконавчий продюсер   |
| 2011      | ф  | Тор                                                 | Thor                                               | продюсер              |
| 2011      | кф | Консультант                                         | The Consultant                                     | продюсер              |
| 2011      | кф | Кумедний випадок по дорозі до молота Тора           | A Funny Thing Happened on the Way to Thor's Hammer | продюсер              |
| 2011      | ф  | Перший месник                                       | Captain America: The First Avenger                 | продюсер              |
| 2012      | ф  | Месники                                             | Avengers                                           | продюсер              |
| 2012      | ф  | Нова Людина-павук                                   | The Amazing Spider-Man                             | виконавчий продюсер   |
| 2012      | кф | Зразок 47                                           | Item 47                                            | продюсер              |
| 2013      | ф  | Залізна людина 3                                    | Iron Man 3                                         | продюсер              |
| 2013      | кф | Агент Картер                                        | Agent Carter                                       | продюсер              |
| 2013      | ф  | Тор 2: Царство темряви                              | Thor: The Dark World                               | продюсер              |
| 2014      | кф | Нехай живе Король                                   | All Hail the King                                  | продюсер              |
| 2014      | ф  | Перший месник: Друга війна                          | Captain America: The Winter Soldier                | продюсер              |
| 2014      | ф  | Вартові галактики                                   | Guardians of the Galaxy                            | продюсер              |
| 2015      | ф  | Месники: Ера Альтрона                               | Avengers: Age of Ultron                            | продюсер              |
| 2015      | ф  | Людина-мураха                                       | Ant-Man                                            | продюсер              |
| 2015—2016 | с  | Агент Картер                                        | Agent Carter                                       | продюсер              |
| 2016      | ф  | Перший месник: Протистояння                         | Captain America: Civil War                         | продюсер              |
| 2016      | кф | Команда Тора                                        | Team Thor                                          | продюсер              |
| 2016      | ф  | Доктор Стрендж                                      | Doctor Strange                                     | продюсер              |
| 2017      | с  | Надлюди                                             | Inhumans                                           | продюсер              |
| 2017      | ф  | Вартові галактики 2                                 | Guardians of the Galaxy: Vol 2                     | продюсер              |
| 2017      | ф  | Людина-павук: Повернення додому                     | Spider-Man: Homecoming                             | продюсер              |
| 2017      | ф  | Тор: Рагнарок                                       | Thor: Ragnarok                                     | продюсер              |
| 2018      | ф  | Чорна Пантера                                       | Black Panther                                      | продюсер              |
| 2018      | ф  | Месники: Війна нескінченності                       | Avengers: Infinity War                             | продюсер              |
| 2018      | ф  | Людина-мураха та Оса                                | Ant-Man and Wasp                                   | продюсер              |
| 2019      | ф  | Капітан Марвел                                      | Captaine Marvel                                    | продюсер              |
| 2019      | ф  | Месники: Завершення                                 | Avengers: Endgame                                  | продюсер              |
| 2019      | ф  | Люди Ікс: Темний Фенікс                             | X-Men: Dark Phoenix                                | Творчий консультант   |
| 2019      | ф  | Людина-павук: Далеко від дому                       | Spider-Man: Far from Home                          | продюсер              |
| 2021      | с  | ВандаВіжн                                           | WandaVision                                        | виконавчий продюсер   |
| 2021      | с  | Сокіл та Зимовий солдат                             | The Falcon and the Winter Soldier                  | виконавчий продюсер   |
| 2021—2023 | с  | Локі                                                | Loki                                               | виконавчий продюсер   |
| 2021      | ф  | Чорна вдова                                         | Black Widow                                        | продюсер              |
| 2021      | мс | Що як…?                                             | What If...?                                        | виконавчий продюсер   |
| 2021      | ф  | Шан-Чі та Легенда Десяти Кілець                     | Shang-Chi and the Legend of the Ten Rings          | продюсер              |
| 2021      | ф  | Вічні                                               | Eternals                                           | продюсер              |
| 2021      | с  | Соколине око                                        | Hawkeye                                            | виконавчий продюсер   |
| 2021      | ф  | Людина-павук: Нема шляху додому                     | Spider-Man: No Way Home                            | продюсер              |
| 2022      | с  | Місячний лицар                                      | Moon Knight                                        | виконавчий продюсер   |
| 2022      | ф  | Доктор Стрендж у мультивсесвіті божевілля           | Doctor Strange in the Multiverse of Madness        | продюсер              |
| 2022      | с  | Міз Марвел                                          | Ms. Marvel                                         | виконавчий продюсер   |
| 2022      | ф  | Тор: Кохання та грім                                | Thor: Love and Thunder                             | продюсер              |
| 2022      | с  | Я є Ґрут                                            | I Am Groot                                         | виконавчий продюсер   |
| 2022      | с  | Жінка-Галк: Адвокатка                               | She-Hulk                                           | виконавчий продюсер   |
| 2022      | ф  | Чорна пантера: Ваканда назавжди                     | Black Panther: Wakanda Forever                     | продюсер              |
| 2022      | тф | Нічний вовкулака                                    | Werewolf by Night                                  | виконавчий продюсер   |
| 2022      | тф | Вартові галактики: Святковий спецвипуск             | The Guardians of the Galaxy Holiday Special        | виконавчий продюсер   |
| 2023      | ф  | Людина-мураха та Оса: Квантоманія                   | Ant-Man and the Wasp: Quantumania                  | продюсер              |
| 2023      | с  | Таємне вторгнення                                   | Secret Invasion                                    | виконавчий продюсер   |
| 2023      | ф  | Вартові галактики 3                                 | Guardians of the Galaxy Vol. 3                     | продюсер              |
| 2023      | с  | Ехо                                                 | Echo                                               | виконавчий продюсер   |
| 2023      | ф  | Марвели                                             | The Marvels                                        | продюсер              |
| 2024      | ф  | Дедпул і Росомаха                                   | Deadpool & Wolverine                               | продюсер              |
| 2024      | с  | Це все Аґата                                        | Agatha: Coven of Chaos                             | виконавчий продюсер   |
| 2025      | с  | Шибайголова: Народжений наново                      | Daredevil: Born Again                              | виконавчий продюсер   |
| 2025      | ф  | Капітан Америка: Прекрасний новий світ              | Captain America: New World Order                   | продюсер              |
| 2025      | ф  | Громовержці                                         | Thunderbolts                                       | продюсер              |
| 2025      | ф  | Фантастична четвірка                                | Fantastic Four                                     | продюсер              |
| 2025      | с  | Залізне серце                                       | Ironheart                                          | виконавчий продюсер   |
| 2025      | ф  | Блейд: Вбивця вампірів                              | Blade, the Vampire Slayer                          | продюсер              |
| 2026      | ф  | Месники: Династія Канґа                             | Avengers: The Kang Dynasty                         | продюсер              |
| 2027      | ф  | Месники: Секретні війни                             | Avengers: Secret Wars                              | продюсер              |

### Актор
| Рік  |    | Українська назва | Оригінальна назва | Роль          |
| ---- | -- | ---------------- | ----------------- | ------------- |
| 2020 | мс | Сімпсони         | The Simpsons      | Чінос (голос) |